# 勒迈尼勒
勒迈尼勒（法語：Le Maisnil，法語發音：[lə mɛnil]）是法国上法蘭西大區北部省的一个市镇，属于里尔区和里尔欧洲都会区。

## 地理
勒迈尼勒（50°36'54"N, 2°53'7"E）面积3.51 平方千米，位于法国上法蘭西大區北部省，该省份为法国最北部的省份及最长的省份，西北濒北海，西接加来海峡省，南至埃纳省和索姆省，东与比利时接壤。
与勒迈尼勒接壤的市镇（或旧市镇、城区）包括：布瓦格勒尼耶、博康-利尼、韦普地区富尔讷、弗罗梅勒、弗勒尔拜、韦普地区拉丹盖姆。
勒迈尼勒的时区为UTC+01:00、UTC+02:00（夏令时）。

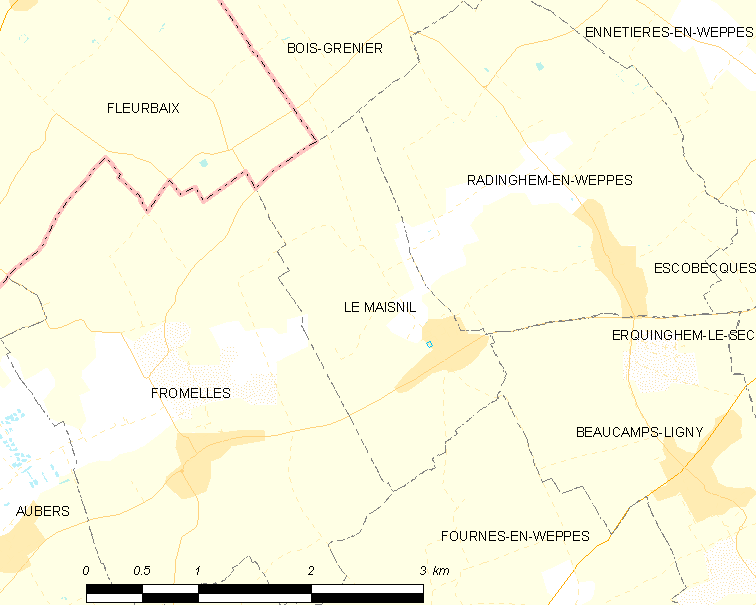
勒迈尼勒的OSM定位图

## 行政
勒迈尼勒的邮政编码为59134，INSEE市镇编码为59371。

## 政治
勒迈尼勒所属的省级选区为阿讷兰县。

## 人口

1962-2008年间勒迈尼勒人口变化图示

勒迈尼勒于2022年1月1日时的人口数量为628人。